# Wilmersdorf (Berlin)
Wilmersdorf, Berlin-Wilmersdorf – dzielnica (Ortsteil) Berlina w okręgu administracyjnym Charlottenburg-Wilmersdorf. Od 1 kwietnia 1906 do 30 września 1920 samodzielne miasto, dzień później w granicach miasta. Od 1 kwietnia 1906 do 1912 nazwa miasta brzmiała Deutsch-Wilmersdorf. 
W latach 1907–1920 należał do rejencji poczdamskiej w prowincji Brandenburgia.
Znajduje się tutaj Volkspark Wilmersdorf.

## Transport
W dzielnicy znajdują się następujące stacje metra linii U3:
- Spichernstraße
- Hohenzollernplatz
- Fehrbelliner Platz
- Berlin Heidelberger Platz
- Rüdesheimer Platz

oraz linii U7:
- Konstanzer Straße
- Fehrbelliner Platz
- Blissestraße
- Berliner Straße

oraz linii U9:
- Spichernstraße
- Güntzelstraße
- Berlin Bundesplatz